# Kamila Chudzik
Kamila Chudzik (Kielce, 1986. szeptember 12. –) világbajnoki bronzérmes lengyel atléta.
Bronzérmesként zárt a 2009-es berlini atlétikai világbajnokságon, miután 6471 pontot ért el, szemben a brit Jessica Ennis 6731, valamint a német Jennifer Oeser 6493 egységével.

## Egyéni legjobbjai
- 200 méter – 24,33
- 800 méter – 2:17,41
- 100 méter gát – 13,46
- Magasugrás – 1,81 méter
- Súlylökés – 15,28 méter (fedett)
- Távolugrás – 6,55 méter
- Gerelyhajítás – 55,15 méter
- Hétpróba – 6494 pont